# واين فورد
واين فورد (بالإنجليزية: Wayne Ford)‏ هو سياسي أمريكي، ولد في 21 ديسمبر 1951 في واشنطن العاصمة في الولايات المتحدة. حزبياً، نشط في Iowa Democratic Party ‏ والحزب الديمقراطي. وقد انتخب عضو مجلس نواب ولاية ايوا.